# Granatellus
Granatellus este un gen de pasăre plasat anterior în familia Parulidae, deși dovezile biochimice sugerează că aparține familiei Cardinalidae.
Genul conține trei specii:
- Granatellus venustus
- Granatellus sallaei
- Granatellus pelzelni